# Васа (град)
Васа (фин. Vaasa, швед. Vasa) је град у Финској, у западном делу државе. Васа је управно седиште и највећи град округа Остроботнија, где град са окружењем чини истоимену општину Васа.
Васа је најважније средиште шведске заједнице на тлу копнене Финске (тј. изузев Оландских острва, која су у целости шведска по језику и култури).

## Географија
Град Васа се налази у западном делу Финске. Од главног града државе, Хелсинкија, град је удаљен 420 км северно.
Рељеф: Васа се сместила у југоисточном делу Скандинавије, у историјској области Остроботнија. Подручје града је равничарско до брежуљкасто, а надморска висина се креће око 5 м.
Клима у Васи је континентална, мада је за ово за финске услова блажа клима због утицаја Балтика. Стога су зиме нешто блаже и краће, а лета свежа.
Воде: Васа се на североисточној обали Балтичког мора (Ботнијски залив). Град се заправо сместио на дну омањег залива, испред ког се пружа архипелаг.

## Историја
Васа је за финске услове стар град, са градским правима од 1606. године. Пре тога, у 14. веку, на овом месту забележно насеље.
Насеље, као приморско и стратешки постављено, се брзо развило у значајно трговиште. Међутим, Финском рату 1808-09. Васа је страдала неупоредиво више од већине градова на тлу Финске. 
Године 1862. Васа се поново подиже на пар километара севернијем месту и брзо се развија као град. 
Последњих пар деценија град се брзо развио у савремено градско насеље јужног дела државе.

## Становништво
Према процени из 2012. године у Васи је живело 65.414 становника, док је број становника општине био 83.427.
| 1980. | 1990.  | 2000.  | 2012.  |
| ----- | ------ | ------ | ------ |
| -     | 56.747 | 61.090 | 65.414 |

Етнички и језички састав: Васа је вековима био у етничком смислу Шведски град. Тек у првој половини 20. века, са појачаном урбанизацијом, етнички Финци постају већина. У последње време, са јачим усељавањем у Финску, становништво града је постало још шароликије. По последњим подацима преовлађују Финци (70,6%), значајна мањина су Швеђани (22,6%), док су остало усељеници.

## Партнерски градови
- Хелсингер
- Харстад
- Кил
- Шверин
- Pärnu City
- Шумперк
- Умео
- Malmö Municipality

## Галерија
- Градска кућа Васе
- Главна Протестантска црква Св. Тројице у граду
- Православна црква у Васи